# 光亮行動
光亮行動（英語：Operation Light）是第二次世界大戰期間英國皇家海軍所發動的行動，由海軍少將克萊門特·穆迪指揮。目標是在1944年9月16日至23日期間對日軍在印度尼西亞北蘇門答臘的陣地進行空襲，並對尼科巴群島進行空中偵察。

## 概要
此次行動由勝利號航空母艦和不撓號航空母艦執行。
這次的行動浮現了英軍航母技術操作面的不少問題，首先突顯的問題是英國航空母艦之艦載機起飛的效率低下，如勝利號只能使22架飛機起飛，而不撓號用了四十分鐘，只能使18架飛機起飛。其次，由於缺乏超遠程(VLR)偵察機，英軍艦載機的機組人員缺乏目標情報，因此飛行員只能就看起來較為顯眼的日軍建築物進行掃射，希望日軍的高級軍官就在其中。